# Zero Order Phase
Zero Order Phase - debiutancki album studyjny amerykańskiego wirtuoza gitary Jeffa Loomisa. Wydawnictwo ukazało się 22 sierpnia 2008 roku nakładem wytwórni muzycznej Century Media Records. Nagrania zostały zarejestrowane w Robert Lang Studios oraz w Bobix Sound w Shoreline w stanie Waszyngton. Miksowanie odbyło się w Rax Trax Recording w Chicago w stanie Illinois. Z kolei mastering odbył się w West West Side Music. Gościnnie w nagraniach wzięli udział m.in. Pat O’Brien - gitarzysta deathmetalowej formacji Cannibal Corpse oraz Ron Jarzombek znany m.in. z występów w grupie Blotted Science.

## Lista utworów
Opracowano na podstawie materiału źródłowego.
1. "Shouting Fire at a Funeral" (muz. Loomis) - 04:54
2. "Opulent Maelstrom" (muz. Loomis) - 06:07
3. "Jato Unit" ft. Ron Jarzombek (muz. Loomis) - 04:41
4. "Azure Haze" (muz. Loomis) - 04:59
5. "Cashmere Shiv" ft. Neil Kernon, Michael Manring (muz. Loomis) - 06:16
6. "Race Against Disaster" ft. Pat O’Brien (muz. Loomis) - 06:13
7. "Sacristy" (muz. Loomis) - 04:50
8. "Devil Theory" (muz. Loomis) - 06:16
9. "Miles of Machines" (muz. Loomis) - 05:45
10. "Departure" (muz. Loomis) - 03:56

## Twórcy
Opracowano na podstawie materiału źródłowego.
- Jeff Loomis - gitara rytmiczna, gitara prowadząca, gitara basowa, keyboard, programowanie
- Mark Arrington - perkusja, instrumenty perkusyjne
- Ron Jarzombek - gitara prowadząca (utwór 3)
- Neil Kernon - gitara prowadząca (utwór 5), programowanie, keyboard, inżynieria dźwięku, produkcja muzyczna, miksowanie
- Pat O’Brien - gitara prowadząca (utwór 6)
- Michael Manring - gitara basowa (utwór 5)
- Brian Valentino - asystent inżynieria dźwięku
- Weston Blaha - asystent inżynieria dźwięku
- Alan Douches - mastering
- Stephanie Cabral - zdjęcia
- Colin Marks - okładka, oprawa graficzna

## Wydania
| Rok  | Nr katalogowy | Format              | Wydawca               | Region            | Źródło |
| ---- | ------------- | ------------------- | --------------------- | ----------------- | ------ |
| 2008 | 9978108       | CD, Album, Ltd, Dig | Century Media Records | Niemcy            | [ 5 ]  |
| 2008 | 8510-2        | CD, Album           | Century Media Records | Stany Zjednoczone | [ 5 ]  |
| 2008 | 9978102       | CD, Album           | Century Media Records | Niemcy            | [ 5 ]  |